# Lower Barrakka Gardens
Die Lower Barrakka Gardens (malt.: Il-Barrakka t'Isfel) sind eine Parkanlage in Valletta, der Hauptstadt von Malta. Sie befinden sich auf dem unteren Bereich der St. Christopher’s Bastion, die wiederum einen Teil der Stadtbefestigungen Vallettas darstellt.

## Entstehung und Kurzbeschreibung
Der Garten wurde von französischen Truppen während der Belagerung Vallettas durch die aufständische Bevölkerung Maltas 1798–1800 angelegt. Wahrscheinlich diente der Gartenkomplex ursprünglich zur Produktion von Gemüse und Feldfrüchten für die abgeschnittene Garnison.

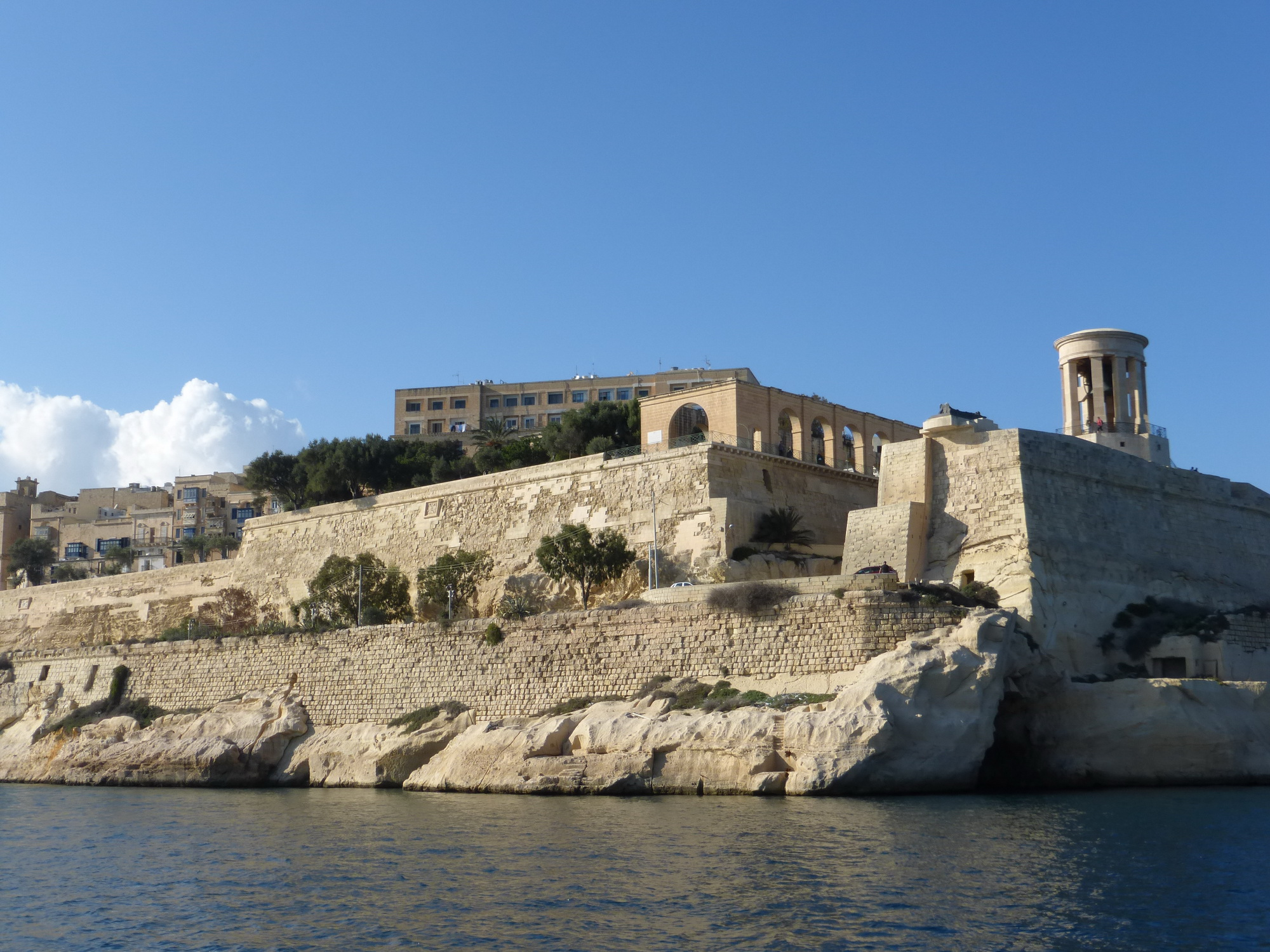
Blick vom Hafen zu den Lower Barrakka Gardens

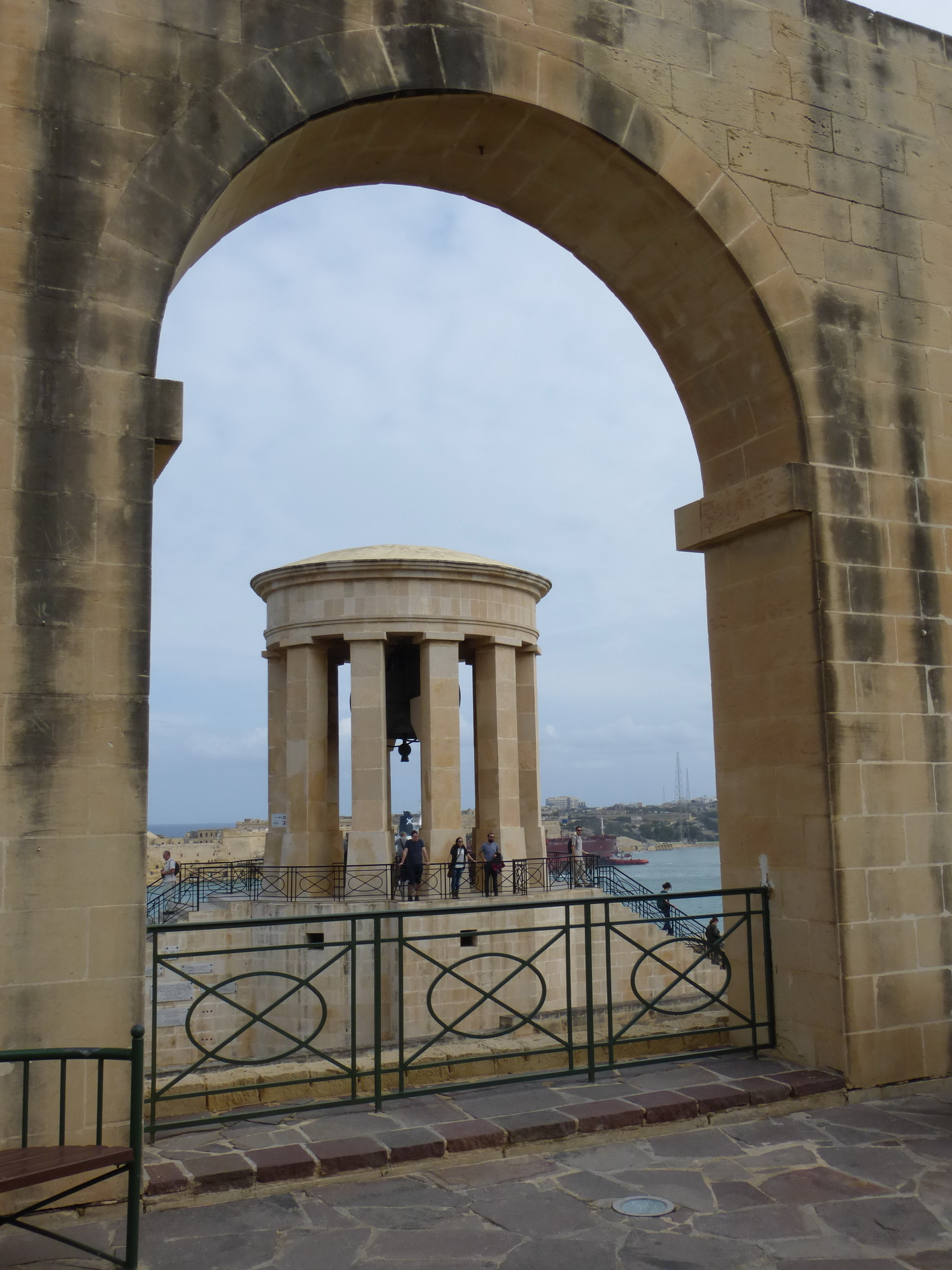
Blick von den Lower Barrakka Gardens auf das Siege Bell Monument

In den Gardens wurde 1810 zum Andenken an Alexander Ball ein Denkmal in Form eines neoklassizistischen Tempels errichtet. Weitere Denkmale erinnern an die Zeit der zweiten großen Belagerung Maltas.
Die Gartenanlage bietet einen freien Blick auf den Eingang zum Grand Harbour. Außerdem gibt es gepflegte Grünflächen, Wege, Sitzgelegenheiten  und einen Springbrunnen.
Etwa 600 Meter südwestlich und im Stadtbild weiter oben befinden sich die Upper Barrakka Gardens mit einer Aussichtsterrasse über einen großen Teil der Stadt. Hier finden sich zahlreiche Gedenktafeln, die unter anderem der Ungarischen Revolution von 1956, dem Prager Frühling, Giuseppe Garibaldi und dem 50. Jahrestag der Europäischen Union gewidmet sind.

## Nutzung
Der Park wird gelegentlich für Konzerte und Festveranstaltungen genutzt. Als historische Sehenswürdigkeit und eine der wenigen Grünanlagen im Stadtgebiet von Valletta wird er unter denkmalpflegerischen Gesichtspunkten erhalten.